# 卡拉欽斯克
55°03′N 74°34′E / 55.050°N 74.567°E

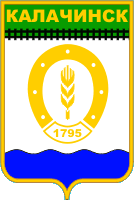

卡拉欽斯克 （俄语：Кала́чинск）是俄羅斯鄂木斯克州西北部的一個城市，位於州府鄂木斯克以東100公里鄂木河畔。2002年人口24,247人。
1795年建立。1952年設市。